# 1280

## Sinh
- Không rõ ngày tháng: Mạc Đĩnh Chi, một quan nhà Trần trong lịch sử Việt Nam. Ông được mệnh danh là lưỡng quốc Trạng nguyên do vừa là trạng nguyên của Việt Nam và cũng được phong làm trạng nguyên Trung Quốc khi sang sứ.